# デビッド・ピッチフォース
デビッド・ピッチフォース（David Pitchforth、1965年4月21日 - ）は、イギリスのエンジニア。ウェスト・ヨークシャーハダースフィールド出身。
F1・ジャガー・レーシングの元マネージングディレクターとして知られる。

## 経歴
1981年、16歳の在学中からシュウィッツァー・ヨーロッパでエンジニアリング業界のトレーニング委員会で認定された実習生を務めた。
シュウィッツァー・ヨーロッパは、米国でレース勝利の経験を持つターボチャージャー会社であるシュウィッツァーの英国支社で、現在はボルグワーナーの一部門となっている。
見習いをしながら、学業を続け、ハダースフィールド・ポリテクニック、現在のハダースフィールド工科大学で、機械工学、生産工学を学び、通常国家サーティフィケート (ONC) を取得した。また、オープン大学で設計工学の学位を取得し、高等国家サーティフィケート (HNC) を取得した。
卒業後も同社に勤め、テストエンジニアリングの複数の役職を歴任した。テクニカルアプリケーションエンジニアに任命され、最終的にターボチャージャーと自動車冷却システムに専念した。
1994年の29歳で米国本社に移り、製品開発および設備サービスのマネージャーを務めた。
エンジンダイノとウィンドトンネルに関与するようになるのはこの頃である。
1997年の32歳でレイナードに採用され、各地の風洞建設に関与するようになり、2000年に竣工した、米国ホンダとレイナードの合弁会社であるオート・リサーチ・センター(ARC)のマネージングディレクター兼会長を務めた。

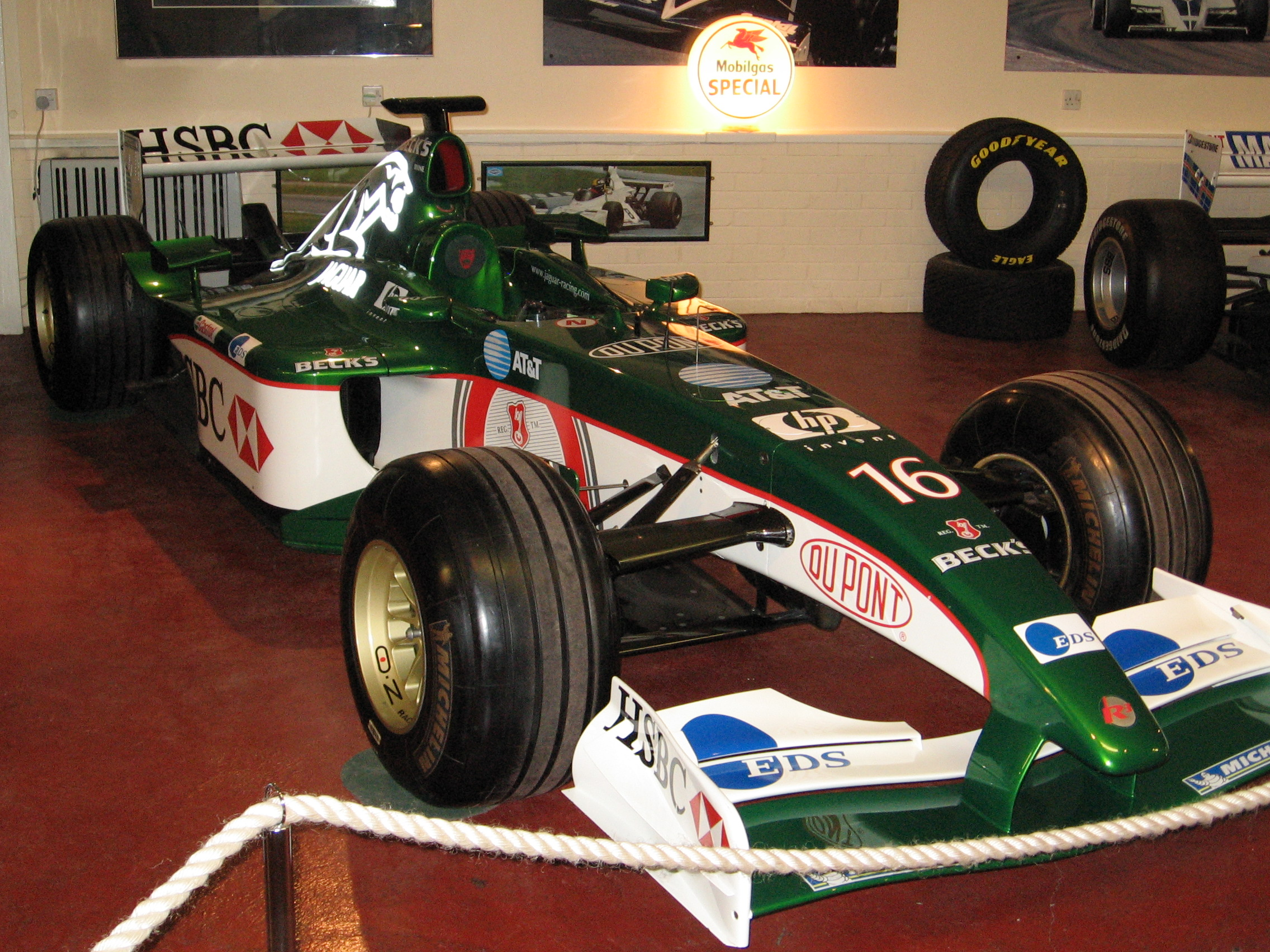
ジャガー・R3（2002年）

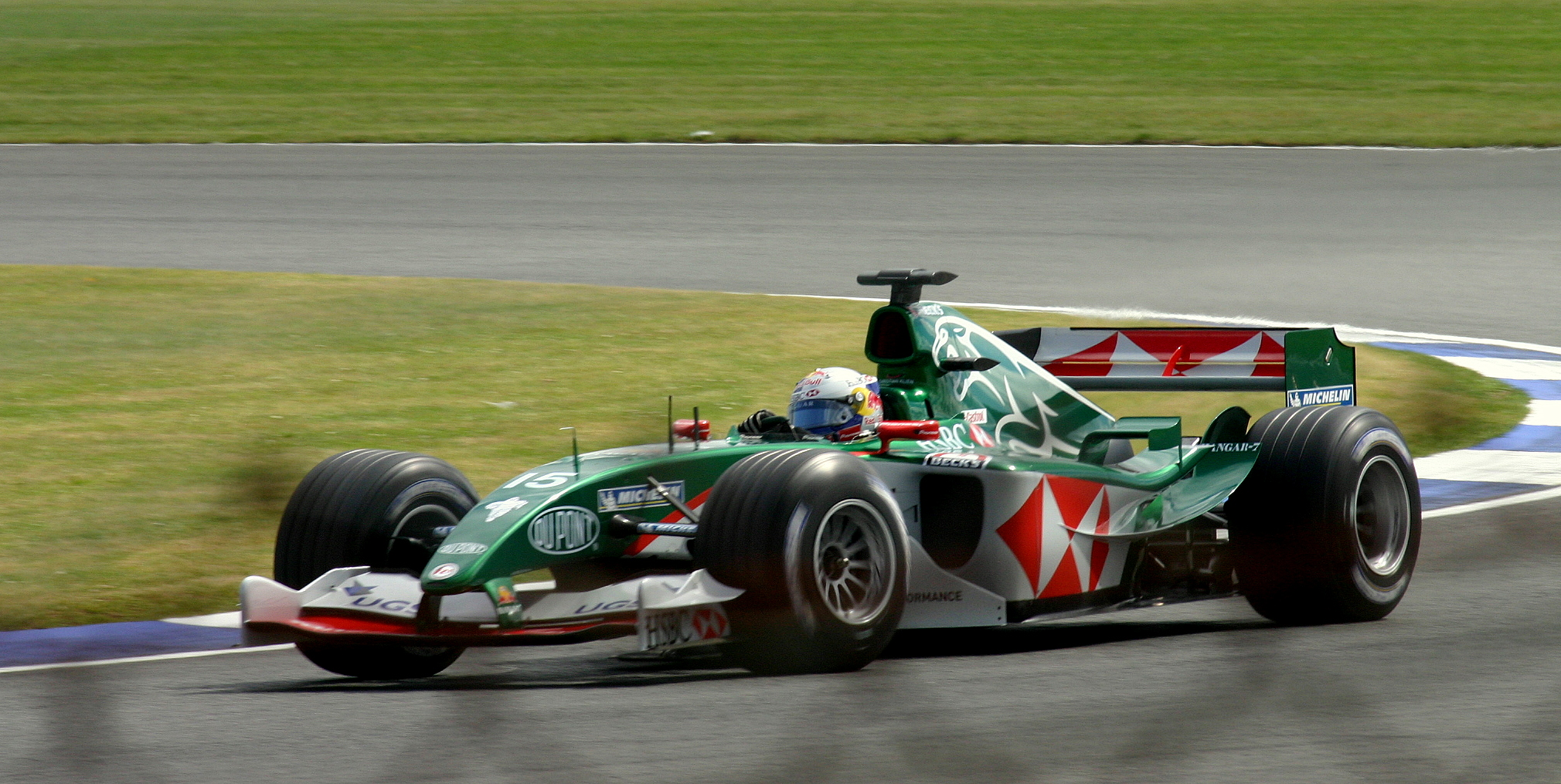
ジャガー・R5（2004年イギリスGP）

2002年3月、レイナード倒産の最中にジャガーF1チームのプロジェクトマネージャーとしてF1の世界に登場し、ジャガー・R3Cの改良プロジェクトを総覧した。
2002年の終わりのトニー・パーネルによるチーム再編成時に、ギュンター・シュタイナーに代わりマネージングディレクターになり、チームがレッドブルに買収される2005年2月まで務めた。
翌2003年のジャガー・R4の改良プロジェクトを総覧するが、2004年のジャガー・R5になって初めてレイナードの設計チームのトップであったマルコム・オーストラーの名前が現れる。
2002年初頭に移籍してきたものが、ここに名を顕わすのではあるが、アンドリュー・グリーンが車両設計に関与するようになったのもこの頃で、2002年1月28日のレイナード倒産直後のことだった。
この時期、彼が建設した風洞にはインディアナポリスのARC風洞、ノースカロライナ、ムーアズビルのNASCAR風洞、ブラックリー、レイナードパークのBAR風洞、ビスターのジャガー・レーシング風洞があるとされる。英国でのものは、レイナードの新・旧本部それぞれに設置となり、ビスターの旧本部は現在のスクーデリア・アルファタウリのビスターファクトリーとなっている。
ジャガーを離れた後、彼は英国政府ビジネスユニットに関連して、2006年2月にオーガスタウェストランドヘリコプター (現Leonardo Helicopters) でテクニカルディレクターの職に就くが、この時に彼は「車両・研究開発・レースのバックグラウンドを補完するために、航空の経験を積む必要がある」と述べた。
2009年1月から2019年3月まで、ボーイング社の防衛宇宙安全保障局関連の職を歴任し、早期退職した。現在はコンサルタントとして働いてる。